# Episodi di Neon Rider (quinta stagione)
La quinta stagione della serie televisiva Neon Rider è stata trasmessa in anteprima in Canada dalla YTV nel corso del 1994.
| nº | Titolo originale                 | Titolo italiano | Prima TV Canada | Prima TV Italia |
| -- | -------------------------------- | --------------- | --------------- | --------------- |
| 1  | Moving On... (Part 1)            |                 | 1994            |                 |
| 2  | Moving On... (Part 2)            |                 | 1994            |                 |
| 3  | St. Vincent                      |                 | 1994            |                 |
| 4  | The Secret Life of Garret Tuggle |                 | 1994            |                 |
| 5  | Little Con                       |                 | 1994            |                 |
| 6  | Cowboys and Indians              |                 | 1994            |                 |
| 7  | Fathers                          |                 | 1994            |                 |
| 8  | Where the Buffalo Roam           |                 | 1994            |                 |
| 9  | What's Up, Doc?                  |                 | 1994            |                 |